# 七戸昌宏
七戸 昌宏（しちのへ まさひろ、1977年3月2日 - ）は、日本の元ラグビー選手。

## プロフィール
- 岩手県出身[1]。
- 現役時代のポジションはフッカー(HO)。
- 日本代表通算キャップ数は2。

## 略歴
小学1年でラグビーを始める。
盛岡工業高校、拓殖大学を経て、1999年、トヨタ自動車(現・トヨタヴェルブリッツ)に加入。
2008年、現役を引退した。